# 高楼河镇
高楼河镇，是中华人民共和国陕西省铜川市印台区一个已撤销的乡级行政区，2015年，陕西省民政厅批复同意撤销高楼河镇，将其所辖行政区域划归广阳镇。